# Clemens Schick
Clemens Schick (Tubinga, 15 febbraio 1972) è un attore tedesco.

## Biografia
Ha studiato recitazione all'Accademia delle arti dello spettacolo a Ulma, ma dopo un anno decise di farsi monaco. All'età di 22 anni ha trascorso otto mesi presso una comunità di Taizé. Nel 1994 si trasferisce a Berlino per studiare recitazione alla Berliner Schule für Schauspiel, mantenendosi agli studi con lavori part-time come arredatore di giardini, portiere e cameriere in bar e ristoranti. Ottiene i primi lavori come attore e inizia la sua gavetta in teatro, recitando al teatro Staatsschauspiel di Dresda. Nel corso degli anni ha lavorato presso il Schauspiel di Francoforte sul Meno, la Schauspielhaus di Vienna, la Schaubühne di Berlino, lo Staatstheater di Stoccarda, la Schauspielhaus di Zurigo e il Deutsche Schauspielhaus di Amburgo.
Nel frattempo inizia ad ottenere i primi ruoli televisivi e cinematografici, nel 2001 ha un ruolo nel film Il nemico alle porte di Jean-Jacques Annaud, dove viene accreditato come Clemans Schick. Nel 2006 recita in Casino Royale, ventunesimo capitolo della serie cinematografica di James Bond, dove interpreta il ruolo di Kratt uno degli scagnozzi del cattivo Le Chiffre. In campo televisivo ha partecipato ad alcuni episodi della serie televisiva Un caso per due e ha ricoperto il ruolo di Marco Lorenz nella serie televisiva Anna Winter - In nome della giustizia e in due film TV tratti dalla serie.
Nel 2011 prende parte al film The Burma Conspiracy - Largo Winch 2 di Jérôme Salle. Nel 2014 recita nel western Lo straniero della valle oscura - The Dark Valley di Andreas Prochaska, nello stesso anno recita al fianco di Wagner Moura nel film a tematica LGBT Praia do Futuro. Nel 2015 fa parte del cast di Point Break, remake dell'omonimo film del 1991.
Nel 2020 è protagonista nella seconda stagione della serie televisiva Das Boot, interpretando il comandante Johannes von Reinhartz.
Nel settembre 2014 in un'intervista per la rivista Männer ha fatto coming out, dichiarando la propria omosessualità.

## Filmografia parziale

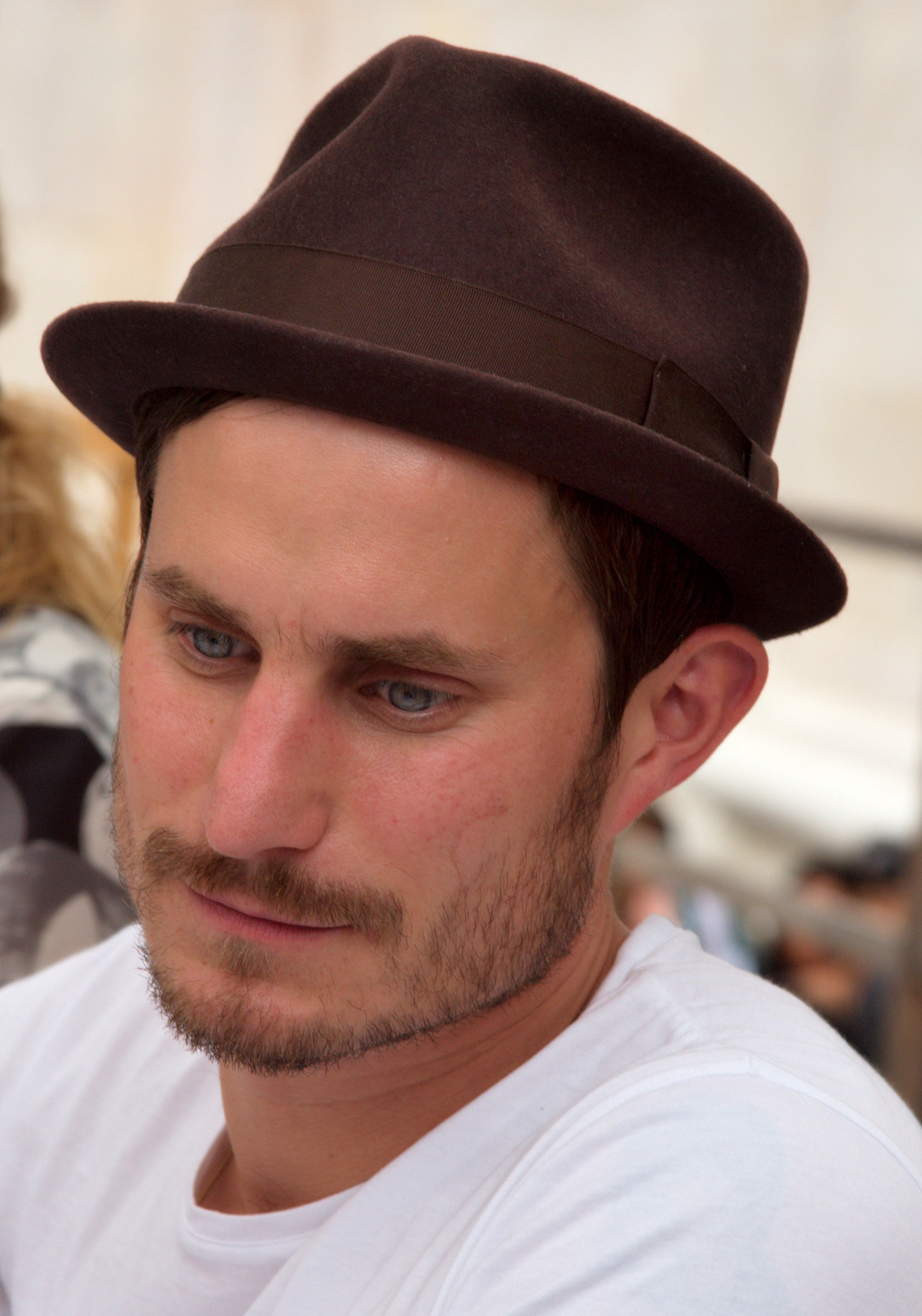
Clemens Schick nel 2008

### Cinema
- Il nemico alle porte (Enemy at the Gates), regia di Jean-Jacques Annaud (2001)
- Casino Royale, regia di Martin Campbell (2006)
- Promessa rosso sangue (Du hast es versprochen), regia di Alex Schmidt (2012)
- The Girl from Nagasaki, regia di Michel Comte (2013)
- Lo straniero della valle oscura - The Dark Valley (Das finstere Tal), regia di Andreas Prochaska (2014)
- Praia do Futuro, regia di Karim Aïnouz (2014)
- Point Break, regia di Ericson Core (2015)
- Autobahn - Fuori controllo (Collide), regia di Eran Creevy (2016)
- Renegades - Commando d'assalto (Renegades), regia di Steven Quale (2017)
- Overdrive, regia di Antonio Negret (2017)
- Il sequestro di Stella (Kidnapping Stella), regia di Thomas Sieben (2019)
- Sergio, regia di Greg Barker (2020)
- Dogman, regia di Luc Besson (2023)

### Televisione
- Wolff, un poliziotto a Berlino (Wolffs Revier) – serie TV, 1 episodio (2003)
- Tatort – serie TV, 1 episodio (2006)
- Squadra Speciale Cobra 11 (Alarm für Cobra 11 - Die Autobahnpolizei) – serie TV, 1 episodio (2006)
- Un caso per due (Ein Fall für zwei) – serie TV, 4 episodi (2001-2007)
- Anna Winter - In nome della giustizia (Unschuldig) – serie TV, 12 episodi (2008)
- Anna Winter: Caccia al killer (Killerjagd. Töte mich, wenn du kannst) – film TV (2009)
- Anna Winter: Colpevole d'omicidio (Killerjagd. Schrei, wenn du dich traust) – film TV (2010)
- Flight of the Storks – miniserie TV, 2 puntate (2013)
- Il commissario Köster (Der Alte) – serie TV, 1 episodio (2013)
- Matador – serie TV, 1 episodio (2014)
- Linea di separazione (Tannbach) – miniserie TV, 3 puntate (2018)
- Arctic Circle – serie TV, 9 episodi (2018-2019)
- Squadra Omicidi Barcellona (Der Barcelona Krimi) – serie TV, 4 episodi (2017-in corso)
- Das Boot – serie TV, 8 episodi (2020)
- Andor – serie TV, episodi 1x08-1x09-1x10 (2022)

## Doppiatori italiani
Nelle versioni in italiano delle opere in cui ha recitato, Clemens Schick è stato doppiato da:
- Fabrizio Manfredi in Casino Royale, Lo straniero della valle oscura - The Dark Valley
- Alessio Cigliano in Anna Winter - In nome della giustizia, Dogman
- Raffaele Carpentieri in Overdrive , Squadra Omicidi Barcellona
- Alessandro Quarta in Point Break
- Alessandro Budroni in Autobahn - Fuori controllo
- Enrico Di Troia in Renegades - Commando d'assalto
- Riccardo Scarafoni in Squadra Omicidi Barcellona
- Francesco Pezzulli in Das Boot